# Língua mundurucu
A língua munduruku é uma língua indígena brasileira em situação vulnerável, falada por cerca de 13 000 pessoas, segundo o Censo Demográfico do Brasil de 2010. Ela é falada pelo povo Munduruku, habitante das regiões Centro-Oeste e Norte do Brasil, principalmente nos estados do Pará, Amazonas e norte do Mato Grosso. O povo Munduruku vive majoritariamente em regiões de florestas, às margens de rios navegáveis. Estão localizados em áreas como o vale do rio Tapajós e seus afluentes, a bacia do rio Madeira e a terra indígena Apiaká.
A língua pertence ao tronco linguístico tupi e forma, junto com a língua curuaia, a família linguística munduruku.
O linguista Gomes (2006) destaca:

“É evidente o avanço da língua portuguesa entre os índios, que se tornam mais e mais bilíngües a cada dia. Temos notícias de que a situação dos Mundurukú que vivem na área do Rio Madeira e nas periferias das cidades banhadas pelo Tapajós é de perda da língua indígena, mas essa não é a situação majoritária, uma vez que a primeira língua das crianças da maioria da população é o Mundurukú, e o bilingüismo só se instala depois de garantido o uso dela (por volta dos 10 anos de idade), sobretudo em decorrência do aprendizado do Português na escola. Entre si, os índios que vivem nas aldeias do vale do Rio Tapajós só falam Mundurukú, mesmo que na presença de não-índios. Há escolas de ensino fundamental instaladas em quase todas as aldeias, e cursos promovidos pela FUNAI e pelo MEC têm dado formação de ensino médio aos índios, que começam a assumir o próprio direcionamento desse tipo de educação formal."

## Fonética e fonologia

### Inventário fonológico

#### Consoantes
O munduruku apresenta 17 fonemas consonantais.
|             | bilabial | alveolar | palatal | velar | glotal |
| ----------- | -------- | -------- | ------- | ----- | ------ |
| nasal       | m        | n        |         | ŋ     |        |
| oclusiva    | p b      | t d      | tʃ dʒ   | k     | ʔ      |
| fricativa   |          | s        | ʃ       |       | h      |
| aproximante | w        |          | j       |       |        |
| tepe        |          | ɾ        |         |       |        |

#### Vogais
O munduruku apresenta 5 fonemas vocálicos, orais e nasais.
|         | anterior | central | posterior |
| ------- | -------- | ------- | --------- |
| fechada | i ĩ      |         |           |
| média   | e ẽ      | ə ә̃     | o õ       |
| aberta  |          | a ã     |           |

### Tons
O munduruku é uma língua tonal, ou seja, a entonação é utilizada de modo a diferenciar palavras, seja em seu significado ou em sua função gramatical. Assim, a intensidade do tom de cada morfema muda de acordo com cada palavra, como observado nos exemplos a seguir.
"i2hi2" (inverno) ≠ "i2hi3" (macaco da noite)
"i3yu4" (salgado) ≠ "i3yu3" (leve)
As palavras em munduruku para “inverno” e “macaco da noite” têm a mesma grafia, mas são diferenciadas pelo tom utilizado em cada morfema. O mesmo ocorre entre as correspondências em munduruku para “salgado” e “leve”.
O munduruku apresenta 4 tons distintos. O tom 1 é o tom mais alto. Ele é pouco comum e é utilizado, principalmente, em palavras ou partículas que enfatizam o termo ou mostram abundância, e que geralmente têm sentido de “muito” ou de superlativo. O tom 2 e tom 3 são os tons médio e baixo, respectivamente, sendo ambos mais baixos que o tom 1, mas o tom 2 mais alto que o 3. O último tom é o  tom 4, que representa a laringalização acompanhada de tom 3. É o tom mais baixo de todos, marcado pela vibração lenta das pregas vocais, em que somente a parte anterior das cordas vocais vibram.

### Estrutura da sílaba
A sílaba em munduruku é composta por um núcleo vocálico obrigatório e um de quatro acentos fonêmicos (três de altura e um de laringealização). Também pode ter um início ou coda. Nenhum encontro consonantal é permitido. Assim, as sílabas permitidas são CV, CVC, V e VC (com V sendo o mais raro).

#### Início
O início nesta língua pode ser qualquer um dos 16 fonemas consonantais que contrastam quanto à maneira e ao ponto de articulação:
(1) oclusivas surdas /p, t, k, tʃ, k, ʔ/
(2) paradas sonoras /b, dʒ/
(3) fricativas /s, ʃ, h/
(4) nasais /m, n, ŋ/,(5)
(5) sonorantes /w, y, r/

#### Coda
O único segmento não permitido na coda é /tʃ/. Observe que CVj e CVw e não CV.V são considerados sílabas CVC por uma variedade de razões; uma é que exigiria postular um novo padrão de sílaba limitado a CVu e CVi, sem outras vogais ocorrendo na posição de coda. Também há um contraste fonético entre /i, u/ como núcleos vocálicos e /y, w/ como codas, sendo o primeiro distintamente vocálico e o último consonantal.

#### Núcleo
O núcleo silábico é limitado a apenas uma vogal.

#### Acento
O acento é considerado uma característica de toda a sílaba, e não apenas do núcleo. Um acento ocorre com cada sílaba. Observe que a carga funcional do acento é leve - apenas cerca de 40 pares lexicais com acentos contrastivos foram encontrados, e poucos contrastes gramaticais são marcados apenas pelo acento.

## Escrita

### Alfabeto e ortografia
O alfabeto munduruku possui 22 grafemas. A seguir estão representados os grafemas do alfabeto em munduruku, seguidos de sua representação fonética e explicação de sua pronúncia. Os caracteres sem explicação têm pronúncia igual a do português.
- A a (/a/)
- B b (/b/)
- C c (/tʃ/) - pronúncia como o t em tia (tchia)
- D d (/d/)
- E e (/e/)
- G̃ g̃ (/ŋ/) - não há correspondência no português (pronúncia de gng)
- H h (/h/) - pronúncia como o rr em correndo
- I i (/i/)
- J j (/dʒ/) - pronúncia como o d em dia
- K k (/k/) - pronúncia como o c em carro
- M m (/m/)
- N n (/n/)
- O o (/o/) - pronúncia como o ô em ônibus - também possui como alofone /u/
- P p (/p/)
- R r (/ɾ/) - pronúncia como o r em cara
- S s (/s/)
- T t (/t/)
- U u (/ə/) - não há correspondência em português (vogal entre o e e) - também possui como alofone /ɨ/
- W w (/w/) - representa o u em português (assilábica), pronúncia como o u em Paraguai
- X x (/ʃ/) - pronúncia como o x em xícara
- Y y (/j/) - representa o i em português (assilábica), pronúncia como o i em ioiô
- ’ (/ʔ/) - pausa glotal, pronúncia como o ’ em ã’ã (para negar alguma coisa)

As vogais orais ⟨a⟩, ⟨e⟩, ⟨i⟩, ⟨o⟩ e ⟨u⟩ recebem o til (~) para representar as vogais nasais ⟨ã⟩, ⟨ẽ⟩, ⟨ĩ⟩, ⟨õ⟩ e ⟨ũ⟩.

## Morfossintaxe

### Nome

#### Pronomes pessoais
Em munduruku, os pronomes pessoais funcionam como prefixo, ou seja, são anexados ao início dos verbos. Eles podem variar de acordo com a frase em questão e com a transitividade e os objetos do verbo. A tabela a seguir contém os pronomes pessoais utilizados em munduruku com verbos intransitivos.
| Pessoa e número     | Pronome pessoal (prefixo) | Significado               |
| ------------------- | ------------------------- | ------------------------- |
| 1ª singular         | o-                        | eu, me                    |
| 2ª singular         | e-                        | tu, você                  |
| 3ª singular         | o'-                       | ele, ela                  |
| 1ª plural exclusivo | oce-                      | nós, nos (excluindo você) |
| 1ª plural inclusivo | a-                        | nós, nos (incluindo você) |
| 2ª plural           | epe-                      | vós, vocês                |
| 3ª plural           | o'- ip                    | eles, elas                |

Assim, os pronomes pessoais você e eles/elas em munduruku, por exemplo, juntos ao verbo "kap" (passar), seriam, respectivamente, "ekap" (você passou) e "o’kap ip" (eles/elas passaram).

#### Relações de posse (pronomes possessivos)
É possível estabelecer relações de posse entre os nomes (coisa possuída) e as pessoas do discurso (possessores) com a utilização de pronomes possessivos. Em munduruku, os pronomes possessivos são representados por prefixos para os nomes. Esses pronomes se alteram de acordo com o nome em questão, como observado nas tabelas a seguir.
- Nomes inalienáveis: não é possível removê-los ou separá-los de seu possessor.
- Nomes alienáveis: é possível removê-los ou separá-los de seu possessor.

| Pessoa e número     | Pronome possessivo (prefixo) | Significado            |
| ------------------- | ---------------------------- | ---------------------- |
| 1ª singular         | w-                           | meu, minha             |
| 2ª singular         | -                            | de você                |
| 3ª singular         | y-                           | dele, dela             |
| 3ª referencial      | j-                           | sua própria            |
| 1ª plural exclusiva | oc-                          | nossa (excluindo você) |
| 1ª plural inclusiva | wuy-                         | nossa (incluindo você) |
| 2ª plural           | ey-                          | de vocês               |
| 3ª plural           | y- ip                        | deles, delas           |

Exemplo: "a'õ" (voz) -> "ja’õ" (sua própria voz)
| Pessoa e número     | Pronome possessivo (prefixo) | Significado            |
| ------------------- | ---------------------------- | ---------------------- |
| 1ª singular         | o-                           | meu, minha             |
| 2ª singular         | e-                           | de você                |
| 3ª singular         | i-/t-*                       | dele, dela             |
| 3ª referencial      | je-                          | sua própria            |
| 1ª plural exclusiva | oce-                         | nossa (excluindo você) |
| 1ª plural inclusiva | wuy-                         | nossa (incluindo você) |
| 2ª plural           | ey-                          | de vocês               |
| 3ª plural           | i-/t- ip*                    | deles, delas           |

*Se o nome começa com d ou n, estes se transformam em t-. Caso contrário, é adicionado o i-.
Exemplo: "dao" (perna) -> "tao ip" (perna deles/delas), "ba" (braço) -> "iba" (braço dele/dela)
| Pessoa e número     | Pronome possessivo (prefixo) | Significado            |
| ------------------- | ---------------------------- | ---------------------- |
| 1ª singular         | we-                          | meu, minha             |
| 2ª singular         | e-                           | de você                |
| 3ª singular         | ce-                          | dele, dela             |
| 3ª referencial      | je-                          | sua própria            |
| 1ª plural exclusiva | oce-                         | nossa (excluindo você) |
| 1ª plural inclusiva | wuy-                         | nossa (incluindo você) |
| 2ª plural           | eye-                         | de vocês               |
| 3ª plural           | ce- ip                       | deles, delas           |

Exemplo: "kobe" (canoa) -> "eyekobe" (canoa de vocês)

#### Afixação e derivação no nome
Alguns nomes em munduruku derivam de outros já existentes, pelo processo de afixação, o qual altera o conteúdo semântico dos nomes. De acordo com sua classificação de posse, os nomes em munduruku podem levar prefixos e/ou sufixos no processo de derivação, como observado a seguir.
- Inalienavelmente possuídos: prefixo possessivo obrigatório + radical + sufixos facultativos
- Alienavelmente possuídos: prefixo possessivo facultativo + radical + sufixos facultativos
- Não-possuíveis: radical + sufixos facultativos

Os prefixos que os nomes podem receber no processo de afixação em munduruku indicam posse e são representados pelos pronomes possessivos.
Já os sufixos podem indicar diminutivo ("-’it’it"), aumentativo ("-xixi"), plural ("-yũ"), inteiro ("-bun"), defunto ("-’ũm") ou podem ser particularizantes ("-in"). Há algumas regras quanto à utilização desses sufixos nos nomes, indicadas a seguir:
- "-’it’it" e "-xixi" são mutuamente exclusivos, ou seja, não podem existir na mesma palavra, como em "ayacat’it’it" (moça - mulher no diminutivo) e "kobexixi" (canoa grande).
- "-in" só ocorre quando existe pluralizador ("-yũ"), como em "pun kobeyũin" (uma das canoas).
- "-bun" só ocorre com substantivos temporais, como em "iximabun" (a noite inteira).
- "-’ũm" só ocorre com substantivos de pessoa, substantivos que significam animal ou palavras com o nominalizador pessoal "-at" ou nominalizador de pessoa habitual "-ukat", como em "ite’ũm" (ele defunto).
- "-’ũm" sofre reduplicação quando o referente é plural, como em "iteyũ’ũmũm" (eles defuntos).

### Verbo

#### Tempo, aspecto e modo
O tempo, aspecto e modo dos verbos em munduruku podem ser percebidos pelo uso das partículas temporais, aspectuais e modais (TAM). Essas partículas representam passado recente ("juk/cuk"), iminência ("buk/puk"), imperativo polido ("juy/cuy") ou hipótese ("kuka/ka").
Passado: A partícula "juk/cuk" indica que uma ação aconteceu em um passado muito próximo ao momento em que a frase foi dita, o que faz com que o verbo associe-se ao tempo verbal passado. Um exemplo do uso dessa partícula é em “Õn cuk oajẽm.” (Acabei de chegar.)
Iminência: Já a partícula "buk/puk" indica que a ação expressa pelo verbo está prestes a acontecer e, por isso, é muitas vezes associada ao aspecto verbal imperfectivo. A partícula está presente em “Xen puk õn.” (Eu estou indo dormir agora.)
Imperativo polido: "Juy/cuy" é uma partícula que “implica ordem ou sugestão, mas de caráter extremamente polido, educado, dando margem, inclusive, a uma recusa”. Está relacionada ao modo verbal imperativo e é utilizada em “Okpot kay buk cuy ag̃ oxi.” (Minha mãe, por favor, olhe o meu filho para mim.)
Hipótese: Por fim, a partícula "kuka/ka" está associada ao modo verbal subjuntivo e estabelece a relação de condição entre orações. É utilizada em frases condicionais, nas quais vem após a partícula "pima/bima", que possui sentido de “se”. Um exemplo do seu uso é em “Õn wãtaxipi pima acã kuka pig̃ag̃am oju g̃u.” (Só se eu estivesse doente, eu não iria pescar.)
Além das partículas TAM, é possível, ainda, evidenciar o aspecto do verbo de acordo com o sufixo "-m". Caso esse esteja presente nas formas verbais, o aspecto é imperfectivo. Caso contrário, o aspecto é perfectivo.

#### Reduplicação
A reduplicação do verbo serve para indicar seu grau de intensidade. Para isso, uma parte do verbo é repetida, podendo, ainda, sofrer alguma alteração em sua grafia, em alguns casos. Em munduruku, a maioria das reduplicações é monossilábica (repetição de uma sílaba), mas também pode ser dissilábica (repetição de duas sílabas) ou até trissilábica (repetição de três sílabas).
A reduplicação pode indicar progressão. Assim, ela indica que um evento contínuo acontece e se estende durante um determinado recorte temporal. Isso ocorre em “Kaypatpan acã oceju.”, traduzido para “Estamos só brincando.”
Também pode ser usada em casos de iteração, ou seja, de uma mesma ação que se repete em momentos distintos, não necessariamente em um mesmo evento. Na frase “G̃ebuje aĩhĩ tõtõm.” percebe-se a reduplicação por iteração, já que é traduzida para “Então, minha mamãe ficava chorando.”, no sentido de que a mamãe começava e parava de chorar várias vezes, repetidamente.
A pluralização é outro uso, para indicar que o participante de uma ação está no plural. Um exemplo disso é “Kopoyũ ojowuywuy.”, com sentido de “Lavei vários copos.”.
Outro uso da reduplicação é a intensificação, em que o grau de intensidade da ideia expressa por um verbo é aumentada. Assim, a frase “Axima iku.” (Peixe é gostoso), poderia se transformar em “Axima ikuku.” (Peixe é muito gostoso.)
Por fim, a reduplicação também ocorre em casos de atenuação, para suavizar a qualidade expressa por um verbo estativo, como em “remrum”, que significa “azulado”, ou em “pakpuk”, que significa “avermelhado”.

#### Frases condicionais
As frases condicionais em munduruku se dão na forma “se A tivesse, B seria”. Nessa construção, a partícula "bima/pima" possui sentido de “se” e aparece no fim da primeira oração, enquanto a partícula "kuka/ka" aparece na segunda oração da frase condicional.
A segunda oração da frase, além da partícula "kuka/ka", também possui o verbo "o’e" (ficou) ou outro verbo no tempo concluído, para formar a consequência da condição. Assim, a junção entre "kuka/ka" (ia) com "o’e" (ficou) seria “ficaria”, em português.
Existem alguns tipos de construções que podem aparecer na primeira oração de períodos condicionais, como evidenciados a seguir.
- Verbo em tempo presente contínuo: "Kapikpig̃ pima, kuka ibipuruk o’e." (Se estivesse trabalhando, ficaria com sede.)
- Verbo descritivo: "Itapik pima, kuka o’e iku g̃u." (Se a tapioca queimasse, não seria gostosa.)
- Números*: "Ade bima, o’e kuka soat pe." (Se tivesse muito, daria para todos.)
- Substantivo: "Xepxeppum pima bit, ibuca kuka o’e." (Se fiassem com dois fios, a corda seria forte.)

* Em munduruku, números grandes são pouco representados e, em geral, utiliza-se “muito” para se referir a grandes quantidades.

## Vocabulário
A seguir, encontram-se trechos de frases em munduruku, retirados do Informativo COVID-19 elaborado pela Associação das Mulheres Munduruku Wakoborun, e suas respectivas traduções para o português.
(1) Coronavírus pit wẽtaxipi wuyepidowatpidowatap mũkẽrẽrẽrẽn’ukat kaka g̃u buk vacina ino kay ap i ite wẽtaxipi cepõg̃pgõg̃ cĩcã daw ma soat tag̃. (2) Wuyjuyũyũ juy itaxi g̃ũ ibiat ewẽtaxipi be am, ibe pariwayũ emũdojot, i ibe wẽtaxipi yanũg̃nẽg̃ g̃ũ wuyjuyũ babim. (3) Apẽn wuyjuyũyũ jewewekug̃ jeweka dag iap vírus mũpõg̃põg̃ g̃ũg̃ũn ip cedag̃, ajo iat ũm’ũm ip jewewebe iap tog̃ wi, awerom ip jewekug̃ iap tog̃ wi, ajo ip ibabi iap tog̃ wi, imẽnpuye wuyday em ap yobog̃ ikukap!
(1) O coronavírus é uma infecção respiratória que ainda não tem vacina e que se espalha rápido. (2) Povos indígenas são especialmente vulneráveis a doenças como essa, introduzidas pelos não-indígenas, contras as quais os métodos de cura tradicionais não têm efeito. (3) O modo de vida dos povos indígenas pode facilitar a propagação do vírus com o compartilhamento de objetos, a vida comunitária e outros costumes, portanto, atenção redobrada!

## Uso na cultura popular
A língua munduruku já foi objeto da questão “Meu Limão, Meu Limoeiro”, da Olimpíada Brasileira de Linguística (OBL). Essa questão foi elaborada por Andrey Nikulin e foi o sexto problema da segunda fase da edição “Ñanduti” da Olimpíada.